# Dmitriy Kharin
Dmitriy Viktorovich Kharin - em russo, Дмитрий Викторович Харин (Moscou, 16 de agosto de 1968) é um ex-futebolista profissional russo que atuava como goleiro, campeão olímpico em Seul 1988.

## Carreira
Kharin iniciou a carreira em 1987, pelo Torpedo Moscou, passando pelos rivais Dínamo e CSKA (onde conquistaria o último campeonato soviético disputado) até 1992, quando foi para o futebol inglês jogar no Chelsea. Em 1995 teria recusado uma oferta de suborno do apostador Wilson Raj Perumal.
Defenderia o clube londrino até 1999, quando já havia perdido espaço com o italiano Gianluca Vialli, que optou pelo holandês Ed de Goeij.
Depois de 118 jogos pelos Blues, rumou para a Escócia, onde defenderia o Celtic até 2002. Problemas com lesões fizeram que Kharin disputasse apenas 8 jogos e encerrasse a carreira, aos 33 anos.
Entretanto, no verão do mesmo ano de 2002, recebeu proposta do Hornchurch, que jogava a Isthmian League, prontamente aceita. Após 23 partidas, Kharin encerrava definitivamente a carreira como jogador.
Entre 2004 e 2013, fez parte da comissão técnica do Luton Town, como treinador de goleiros. Exerceu o mesmo cargo no Stevenage durante um ano. Atualmente faz parte da comissão técnica do Hemel Hempstead.

## Desempenho por Seleções
Por uma década, Kharin jogou por três seleções: pela União Soviética, conquistou o ouro nas Olimpíadas de 1988, mas foi preterido para a Copa de 1990; pela CEI, disputaria a Eurocopa de 1992; e, pela Rússia, jogou uma Copa do Mundo, a de 1994 (2 partidas), e a uma segunda Eurocopa, em 1996. Deixou de jogar pela Rússia após a não-classificação para a Copa de 1998.

## Vida pessoal
Dois parentes de Kharin seguiram carreira futebolística, e na mesma posição: Mikhail, seu irmão, jogou entre 1992 e 1999, e Filipp, sobrinho do ex-goleiro, foi revelado pelo Lokomotiv Moscou, porém não chegou a jogar pelo clube.

### Curiosidade
- A transliteração de seu nome mais utilizada no Ocidente é '"Kharine", em uma romanização à francesa usada nas camisas dos jogadores russos da copa de 94), ao passo de que o nome de seus compatriotas são mais comumente romanizados baseados na língua inglesa.
- No Brasil, em confusão comum, seu nome é mais pronunciado como "Carine". O correto seria "Rárin".